# Józef Lipień
Józef Lipień (6 febbraio 1949) è un ex lottatore polacco, specializzato nella lotta greco-romana.
Anche il fratello gemello Kazimierz Lipień è stato un lottatore, campione olimpico nel 1976.

## Palmarès

### Olimpiadi
- 1 medaglia:
  - 1 argento (Mosca 1980 nei pesi piuma)

### Mondiali
- 3 medaglie:
  - 1 oro (Teheran 1973 nei pesi piuma)
  - 2 argenti (Katowice 1974 nei pesi piuma; Minsk 1975 nei pesi piuma)

### Europei
- 1 medaglia:
  - 1 bronzo (Sofia 1978 nei pesi piuma)